# ピニンファリーナ

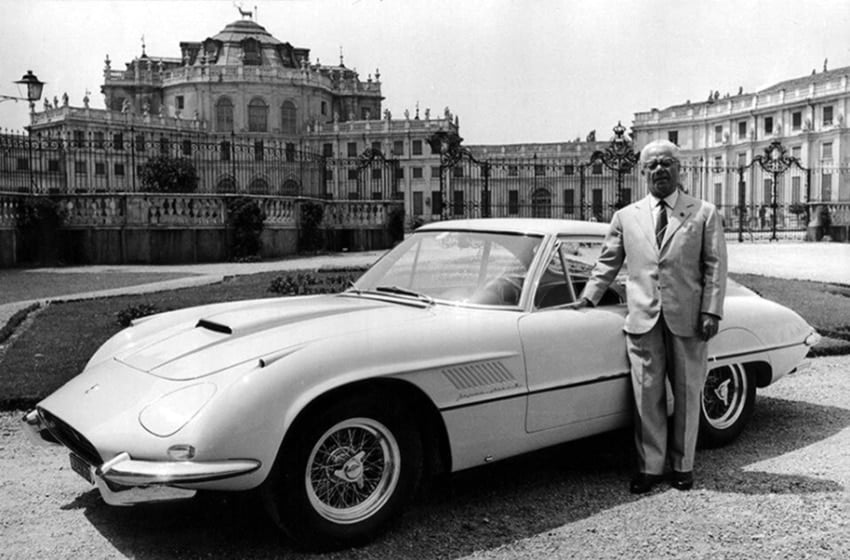
創業者バッティスタ・ファリーナとフェラーリ・400 “Superfast II”（1960年）

ピニンファリーナ（Pininfarina S.p.A. ）は、バッティスタ・“ピニン”・ファリーナが1930年に創業したイタリア最大のカロッツェリアおよびグループ企業。創業時と変わらずトリノを本拠地とする。現在は、バッティスタの孫であるパオロ・ピニンファリーナがCEOを務める。

## 概説
フェラーリに代表される自動車のデザインおよびエンジニアリング、中規模の生産工場を持ち委託生産を主とし、特に既存車からカブリオレ、バリオルーフなどのコンバーチブルにリデザインすることを得意とする。また、デザイン分野において垣根がなく船舶、電車、トラック、バス、トラクター、モーターサイクル、フォークリフト、オフィスチェア、プロジェクター、スピーカー、エスプレッソマシン、ゴルフクラブ、電話機、サングラス、時計、靴、歯ブラシ、ジャクージ、PC周辺機器など幅広く手がける。
2006年のトリノ・冬季オリンピックに深く関わっており、聖火台とトーチのデザインおよび12,000本のトーチの製造、カウントダウンクロックのデザインなどを担当している。
近年は、ピニンファリーナ創業初期のようにフェラーリ・P4/5、フェラーリ・612 Kappaなど、富裕層向けにプライベートワンオフカーの製作にも力を入れつつある。
2015年12月、インドのマヒンドラグループ傘下の自動車製造会社・マヒンドラ&マヒンドラと、同じくマヒンドラグループ傘下のテック・マヒンドラが株式の76パーセントを取得し、子会社とすることを発表した。会社の独立性は維持される。

## 関連企業・子会社
- Pininfarina S.p.A.
- Pininfarina Extra S.r.l.
- Pininfarina Deutschland GmbH（ドイツ）
- Matra Automobile Engineering S.A.S.（フランス）
  - D3 S.A.S.（フランス）
  - Ceram S.A.S.（フランス）
  - Matra Development S.A.S.（フランス）
  - Matra Automobile Engineering Maroc S.A.S.（モロッコ）
- RHTU Sverige AB（スウェーデン）
- Pininfarina Sverige AB（スウェーデン）
- Pininfarina China Office（中華人民共和国）

## 歴代代表・CEO
- 1930年、バッティスタ・ファリーナ（Battista Farina）、後にピニンファリーナ姓に改名。
- 1961年、レンツォ・カルリ（Renzo Carli）、ジアンナ・ピニンファリーナ（Gianna Pininfarina）の夫。
- 1966年、セルジオ・ピニンファリーナ（Sergio Pininfarina）、元名誉会長、2012年7月2日死去。
- 2001年、アンドレア・ピニンファリーナ（Andrea Pininfarina）、2008年8月7日、交通事故により死去。
- 2008年、パオロ・ピニンファリーナ、現代表取締役会長兼CEO。

## 主な提携企業（自動車関連）
- フェラーリ
- マセラティ
- プジョー
- アルファロメオ
- フィアット
- ランチア
- ゼネラルモーターズ
- フォード
- ボルボ
- 日産自動車
- 本田技研工業
- 三菱自動車工業
- 現代自動車

など

## 自動車関連モデル（コンセプト、モックアップを含む）
| - ランチア Dilambda（1931年） - フィアット 518 Ardita（1932年） - アルファ・ロメオ 6C ペスカーラクーペ（1935年） - ランチア Astura カブリオレ（1936年） - ランチア・アプリリアクーペ（1937年） - ランチア・アプリリア Bilux（1945年） - アルファ・ロメオ スポーツ2500（1946年） - ランチア・アプリリアクーペ（1946年） - Cisitalia 202 SC（1947年） - マセラティ A6 1500カブリオレ（1948年） - マセラティ A6 G 2000ベルリネッタ（1951年） - マセラティ A6 G 2000クーペ2+2（1951年） - Nash Healey Spider（1951年） - アルファ・ロメオ 1900 スプリントクーペ（1952年） - フェラーリ 212 Inter（1952年） - フェラーリ 500 モンディアル（1954年） - ランチア Aurelia B24 S（1954年） - マセラティ A6 GCS ベルリネッタ（1954年） - マセラティ A6 GCS ベルリネッタスポーツ（1954年） - アルファロメオ・ジュリエッタスパイダー（1955年） - ランチア フロリダII（1957年） - フェラーリ 250GT（1958年） - フェラーリ・250GTベルリネッタSWB（1959年） - ピニンファリーナ Pinin X（1960年） - フィアット アバルト Monoposto da record（1960年） - フェラーリ 250GT ベルリネッタスペチアーレ（1963年） - GM シボレー・コルベット Rondine（1963年） - ピニンファリーナ シグマ（1963年） - アルファ・ロメオ 1600スパイダー（1966年） - フェラーリ 330 GTC（1966年） - フィアット 124 スポーツスパイダー（1966年） - フェラーリ・365GTB/4（デイトナ）（1968年） - フェラーリ ディーノ206GT（1968年） - フェラーリ・P6（1968年） - BLMC 1100（1968年） - プジョー 504 クーペ/カブリオレ（1969年） - ピニンファリーナ シグマ グランプリ（1969年） - フェラーリ 512S ベルリネッタスペチアーレ（1969年） - フェラーリ PF 512 S モデューロ（1970年） - フェラーリ・365GT4BB（1971年） - フィアット 130 オペラ（1975年） - ロールス・ロイス・カマルグ（1975年） - ランチア・ガンマ（1976年） - プジョー Peugette（1976年） - ジャガー XJスパイダー（1978年） - ピニンファリーナ Echos（1978年） - ランチア ベータモンテカルロターボ（1979年） - ピニンファリーナ スタディオ CNR（1979年） - ランチア・ラリー037（1982年） - プジョー・205（1983年） - ピニンファリーナ スパイダー ヨーロッパ "Volumex"（1983年） - ピニンファリーナ クーペ 2+2（1983年） - フェラーリ・テスタロッサ（1984年） - フェラーリ・288GTO（1984年） - ホンダ HP-X（1984年） - アルファ・ロメオ ヴィヴァーチェ クーペ/スパイダー（1986年） - キャデラック・アランテ（1986年） - プジョー・205（1986年） - アルファロメオ・164（1987年） - フェラーリ・F40（1987年） - プジョー・405（1987年） - フェラーリ・348（1989年） など | - フェラーリ ミトス（1989年） - アルファロメオ・スパイダー（1990年） - CNR E2（1990年） - GM クロノス（1991年） - フェラーリ・456GT（1992年） - ピニンファリーナ Ethos（1992年） - クーペ・フィアット（1993年） - ピニンファリーナ Ethos 2（1993年） - プジョー 306 カブリオレ（1993年） - ピニンファリーナ Ethos 3（1994年） - フェラーリ・F355（1994年） - アルファロメオ・GTV/スパイダー（1994年） - フィアット・プント（1994年） - ベントレー アズール（1995年） - フェラーリ・F50（1995年） - ホンダ Argento Vivo（1995年） - フェラーリ・550マラネロ（1996年） - ランチア・カッパステーションワゴン（1996年） - CNR Eta ベータ（1996年） - フィアット Sing e Song（1996年） - プジョー 406クーペ（1996年） - プジョー ノーチラス（1997年） - アルファ・ロメオ Dardo（1998年） - モデナ/スパイダー（1999年） - フィアット ウィッシュ（1999年） - 三菱 パジェロ ピニン3/5ポルテ（1999年） - ピニンファリーナ Metorocubo（1999年） - フェラーリ 550 バルケッタ ピニンファリーナ（2000年） - フェラーリ ロッサ（2000年） - シトロエン Osée（2001年） - フォード スタート（2001年） - フォード ストリートKa（2001年） - ヒュンダイ・マトリックス（2001年） - エンツォ・フェラーリ（2002年） - フェラーリ・575Mマラネロ（2002年） - 大宇 ヌビラ（2002年） - アルファ・ロメオ GTV/スパイダー（2003年） - ジャガー・Xタイプ エステート（2003年） - マセラティ・クアトロポルテ（2003年） - ピニンファリーナ エンジョイ（2003年） - フェラーリ・612スカリエッティ（2004年） - フェラーリ・F430（2004年） - プジョー・1007（2004年） - ピニンファリーナ ダブルフェイス（2004年） - ピニンファリーナ Nido（2004年） - AviChina Saibao（2005年） - Chery RHT（2005年） - フェラーリ・スーパーアメリカ（2005年） - マセラティ・バードケージ 75th（2005年） - 三菱 コルト クーペカブリオレ（2005年） - ボルボ・C70（2005年） - アルファ・ロメオ スパイダー（2006年） - フェラーリ・599GTBフィオラノ（2006年） - フォード フォーカス クーペカブリオレ（2006年） - フェラーリ P4/5（2006年） - マセラティ・グラントゥーリズモ（2007年） - ピニンファリーナ Sintesi（2008年） - ピニンファリーナ ハイペリオン（2008年） - ピニンファリーナ B0（B ZERO、2008年） - ピニンファリーナ Sergio（2013年） - BMW ピニンファリーナ グランルッソ クーペ（2013年） - ピニンファリーナ・バティスタ (2021年) |

## その他の関連製品・設備
- イタリア国鉄ETR500電車（1987年および2000年、電車）
- Breda interrurba bus（1987年、旅客バス）
- Redwall Attaché（1988年、アタッシェケース）
- Bénéteau First 45 F5（1989年、ヨット）
- Winner Fiat tractor（1990年、トラクター）
- Fincantieri Destriero（1991年、クルーザー）
- スイス国鉄Re460形（1991年、電気機関車）
- ZPI ミズノゴルフクラブ（1992年、ゴルフクラブ）
- EGO Line Poltrona Frau（1992年、会議テーブル・チェア）
- モルビデリ 850 V8（1994年、モーターサイクル）
- Cesab Drago service-lift（1994年、フォークリフト）
- Breda San Francisco street-car（1994年、路面電車）
- カシオ G-COOL TYPE I（1996年、腕時計）
- BMCトラック（1996年、トラック）
- Ansaldo-Breda-Firema-ADITrans TAF（1996年、電気機関車）
- Fincantieri MDV 1200 Pegasus（1996年、クルーザー）
- Magnum Marin 71（1997年、ボート）
- Breda-Ansaldo E 402（1997年、電気機関車）
- テレコム・イタリア Sirio 2000（1997年、電話機）
- Laccazza EP2100 カートリッジ式エスプレッソマシン（1997年、エスプレッソマシン）
- Videocomputer UR Gear interacitve helmet（1997年、ワイヤレスヘッドセット）
- Fincantieri Grand Princess（1998年、大型客船）
- Laurentana 750 cl. Bottle（1999年、瓶）
- F355チャレンジ（1999年、アーケードゲーム筐体）
- Snaidero Ola Kitchen（1999年、キッチン）
- Snaidero Idea Kitchen（2000年、キッチン）
- Snaidero Viva Kitchen（2000年、キッチン）
- Colombo Design Tank and Daytona handles（2000年、ドアノブ）
- Mediavip Take Box（2000年、トーテム式収納棚）
- Mediavip Informative Totem（2000年、トーテム式案内板）
- Tecnoalarm Alarm system（2000年、警報装置）
- Schreder Trade fair stand（2000年、ショールーム設備）
- Fila ランニングシューズ（2001年、ランニングシューズ）
- サムソン SGH-N400（2001年、携帯電話）
- Salvagnini Control tower（2001年、工業生産設備）
- Salvagnini L2 and the FMS range（2001年、工業生産設備）
- Lange The WORLD CUP line（2002年、スキーブーツ）
- Venini Ego Line Vase and paperweight（2002年、花瓶・ペーパーウェイト）
- レイバン アイルトン・セナ財団モデルサングラス（2002年、サングラス）
- Dicom ワイヤレスビデオプロジェクター（2002年、プロジェクター）
- Snaidero Acropolis Kitchen（2002年、キッチン）
- TORTEROLO&RE Dream, Shield, Wave（2002年、ドア）
- シーメンス テレマチックキオスク（2002年、案内スタンド）
- Riva R1920 ‘Ground Zero’ New York（2002年、テーブル）
- Riva R1920 ‘Steel’ and ‘Profilo’（2003年、家具）
- Lavazza カートリッジ式エスプレッソマシン（2003年、エスプレッソマシン）
- モトローラ i833（2003年、携帯電話）
- Ares Line Xten Chair（2003年、オフィスチェア）
- Avip Ellisse Bus shelter（2003年、バス停留所）
- Schreder Francesca Lamp Post（2003年、街灯）
- 3M Safety shoes（2004年、安全靴）
- 3M ビデオプロジェクター Bravo/Encore（2004年、プロジェクター）
- Brics（2004年、トラベルバッグ）
- デンマーク国鉄IC4型気動車（2004年、鉄道車両）
- Primatist G70（2005年、ボート）
- Riva R1920 Como and Torino（2005年、ベッド）
- Jacuzzi Morphosis Sigma/Gamma（2005年、ジャクージ）
- Gorenje Linea 2（2005年、台所装備一式）
- Spire Pininfarina（2005年、PCケース）
- トリノオリンピック聖火トーチ（2005年、トーチ）
- トリノオリンピック聖火台（2005年、聖火台）
- Switch bowling facilities（2006年、ボウリング施設）
- 3m Air Purifier（2006年、空気清浄機）
- SimpleTech Portable Drive（2006年、PC周辺機器）
- Fastweb VideoStation and remote control（2006年、ビデオ・オン・デマンド端末）
- Ares Line Premiere（2006年、会議場シートシステム）
- Dema Palio（2006年、ソファー）
- Sanaidero Venus Kitchin（2006年、キッチン）
- Saratoga Linea Pf（2006年、歯科治療用備品）
- Uffix Luna（2006年、事務用備品）
- コールマン・ピニンファリーナ・バーベキュー（2006年、バーベキュー調理台）
- Gancia ワインボトル（2006年、ワインボトル）
- Keating Hotel by Pininfarina（2007年、ホテル内装）
- Aero Toy Store Lear jet 60（2007年、小型ジェット機）
- サムソン Black Secret（2007年、液晶ディスプレイ）
- Mentadent Style Tech（2007年、歯ブラシ）
- Jaccuzi Morphosis Omega（2007年、スチームシャワー室）
- Gicsa Torre México（2007年、高級マンション内装等）
- Gorenje Pininfarina Black Collection（2007年、キッチン周辺家電）
- Stand Pininfarina Salone dell’Automobile di Ginevra 2008（2008年、モーターショー設備）
- Saratoga Smily（2008年、歯科治療練習台）
- Challenger Powerboats PF 36 Limited Edition（2008年、ボート）
- Gicsa Las Olas Marina（2008年、リゾートマンション）
- Morfeus FluxAi rest system（2008年、ベッド）
- Rava 1920 Fust stool（2008年、木製腰掛け）
- Rava 1920 Giulia rocking horse（2008年、揺り木馬）
- Rava 1920 Slonghe' chaise longe（2008年、木製寝椅子）
- Uffix Concept bookcase system（2008年、家庭用本棚システム）
- Bric's line of soft trabelling bags（2008年、トラベルバッグ）
- Guerlain Homme men's fragrance bottle（2008年、男性用香水瓶）
- Heck Estates Pininfarina Wine（2008年、ワイン）
- Euritmica Torino 2008 logo（2008年、ロゴマーク）
- Stand CHTPZ（2008年、国際博覧会ブース）
- ユヴェントス・スタジアム（2008年、サッカースタジアム）
- Leader-Cam Leader 8000（2009年、はさみ）
- Panatta Sport Platinum-Gold cardio-fitness machines（2009年、フィットネスマシン）
- パッカードベル EasyNote TR85（2009年、ノートパソコン）
- Bocchini B45 Cabinet（2009年、店舗用ショーケースキャビネット）

など

## 日本メーカーとの関係

### 日産自動車
ブルーバード2代目 410型（1963年-1967年）、セドリック2代目 130型（1965年-1971年）でピニンファリーナにデザインを委託。フローイングラインと呼ばれるエレガントな曲線を纏ったが、日本国内ではリアの「尻下がり」スタイルが不評であったことが仇となり、ブルーバードは販売台数でライバル車種のトヨタ・コロナの後塵を拝する結果に終わる。セドリック、ブルーバードともに、モデルライフの途中でリヤの「尻下がり」スタイルを矯正する大掛かりな金型の変更を行っている。

### 本田技研工業
1984年、ピニンファリーナがシティ・カブリオレのボディ基本構造、ソフトトップのスタイリングおよびレイアウトの設計をしたことから関係が深まり、同年トリノショーでミッドシップのHP-X（Honda Pininfarina X）を発表、ただのモックアップモデルであったが、NSX開発の原動力となっている。
1995年、東京モーターショーで電動格納式ルーフのスパイダー、Argento Vivo（アルジェント・ヴィーヴォ）を発表した。エンジンはホンダの2451cc直列5気筒のG25Aを採用した。ピニンファリーナ独自に製作したシャシーはフレームおよびボディパネルにアルミを採用した。前後のフードパネルは鏡のように研磨されていることからイタリア語で「流動する銀」と名がつけられている。同時にホンダはほぼ同じコンセプトのSSMを発表し、1999年にそちらを布石としたS2000が発売された。

### 三菱自動車工業
1999年、パジェロイオをベースにしたパジェロ・ピニンが発表され、ピニンファリーナの工場で生産されていた。翌2000年には日本でも、外観の意匠をピニンファリーナが手掛けた「パジェロイオ・ソレント」が発売された（2004年まで販売）。また2005年、欧州仕様のコルトに電動格納式ルーフを採用したコルト・クーペカブリオレを発表、2006年4月からコルトCZCとして同工場で生産が開始された。